# Costifrons
Costifrons is een geslacht van insecten uit de orde vliesvleugeligen (Hymenoptera) en de familie Ichneumonidae.

## Soorten
- C. flammator Aubert & Shaumar, 1978
- C. kolleri (Cameron, 1912)
- C. obesus (Tosquinet, 1896)
- C. parvidens (Cameron, 1906)
- C. pernix (Tosquinet, 1896)
- C. pulcher (Szepligeti, 1916)
- C. rufibasis Townes, 1970
- C. rufolineatus (Cameron, 1912)
- C. severus (Tosquinet, 1896)
- C. testaceus (Morley, 1916)